# Eitzum (Despetal)
Eitzum ist ein Ortsteil der Kleinstadt Gronau (Leine) im niedersächsischen Landkreis Hildesheim.

## Geografie
Eitzum liegt südwestlich von Hildesheim bzw. östlich von Gronau zwischen den Naturparks Weserbergland im Westen und dem etwas entfernten Harz im Osten. Unmittelbar nordöstlich der ehemaligen Gemeinde befindet sich der Hildesheimer Wald, südlich davon die Sieben Berge.

## Geschichte
Nachdem zunächst angenommen wurde, dass die erste urkundliche Erwähnung Eitzums 1022 erfolgte, hat die neuere Forschung ergeben, dass Eitzum bereits in einer Urkunde des Bischofs Bernward von Hildesheim von 996 unter der Bezeichnung „Ekihem“ auftaucht. Im Jahre 996 übertrug der Bischof Ländereien in Ekihem an die von ihm im gleichen Jahr gegründete Kreuzkapelle, an deren Stelle später die Michaeliskirche in Hildesheim tritt. „Ekihem, quantum ebi possidemus, ...“, d. h. „... so viel Land wir hier besitzen.“ Ortsnamensforscher sind sich darin einig, dass „Ekihem“ so viel wie „Eichheim“ bedeutet, also Wohnplatz bei den Eichen. 1013 und 1022 wurde Eitzum als Eizem erwähnt. In späteren Urkunden wird Eitzum auch als Eicem bzw. Ecem bezeichnet. Das Dorf gehörte im Mittelalter dem Michaeliskloster in Hildesheim und danach dem Kloster Marienrode, das in Eitzum ein Gut besaß. Aus einer 1282 angefertigten Urkunde geht hervor, dass die Kirche im benachbarten Eberholzen von einem Hof in Eitzum Zins erhielt. Damals befand sich zwischen Eitzum und Eberholzen ein weiteres Dorf, das jedoch bereits 1317 als Wüstung erwähnt wurde.
Im Norden des Dorfes, in einer kleinen Grünanlage, steht ein Denkmal für Bergleute, die im Kaliwerk Hildesia-Mathildenhall in Diekholzen arbeiteten. Das Werk bestand von 1906 bis 1963 und die Beschäftigten legten den Weg jeden Tag von Eitzum zu Fuß zurück. 1937 und 1939 ereigneten sich Grubenunglücke, bei denen es Tote zu beklagen gab, u. a. auch aus den Ortsteilen des heutigen Despetals. Ein Denkmal erinnert mit den Wappen von Eitzum, Barfelde und Nienstedt an die Gründung der Gemeinde Despetal 1974.
Die evangelische Kapelle steht im alten Ortskern Eitzums. Sie wurde aus Bruchsteinen, vermutlich im 15. Jahrhundert erbaut und im 17. und 18. Jahrhundert umgebaut. Der Turm ist möglicherweise erheblich älter als das Kirchenschiff und diente vermutlich auch als Wehrturm, wie Schießscharten in seinem unteren Teil andeuten. 1983/84 wurde die Kapelle, die ein Tonnengewölbe und etwa 70 Sitzplätze hat, in den Formen von 1739 rekonstruiert. In ihrem Innern sind u. a. die Holzkanzel von 1584 und das Altarretabel aus der ersten Hälfte des 17. Jahrhunderts beachtenswert. Auch das achteckige Taufbecken aus Sandstein von 1611 mit Reliefs fällt auf.
Seit der Reformation waren fast alle Einwohner des heutigen Despetals evangelisch, doch als sich nach dem Zweiten Weltkrieg viele Flüchtlinge und Vertriebene in Eitzum ansiedelten, wurde der Ruf nach einer katholischen Kirche laut. 1951 wurde am Südrand des Dorfes die katholische St.-Josefs-Kapelle durch Generalvikar Dr. Offenstein als „Notkirchlein“ eingeweiht. Es handelte sich um eine Holzkapelle, die 1946 in Gronau für die britische Luftwaffe gebaut, abgetragen und in Eitzum wieder aufgebaut worden war. Sie wurde 1956/57 durch den heutigen Steinbau mit rund 70 Sitzplätzen, einem Tonnengewölbe und mit einem beschieferten Dachreiter ersetzt. Hinter dem Altar von 1965 ist das große Altarbild, aus Erdfarben gemalt, besonders beachtenswert: Es zeigt die Zusammenführung von Vertriebenen und Einheimischen unter dem Kreuz Christi, wobei rechts das Leinetal und links die Landschaft um die schlesische Stadt Waldenburg erkennbar ist. 2013 wurde die zur Pfarrgemeinde St. Joseph in Gronau gehörende Kapelle profaniert.
Zu Beginn des 20. Jahrhunderts zählte Eitzum 421 Einwohner.
1901 wurde die Bahnstrecke Elze–Bodenburg, auch als Niedersächsische Almetalbahn bekannt, eingeweiht. Sie verlief südlich von Barfelde sowie – stellenweise in einem Einschnitt – nördlich von Eitzum  und Nienstedt. An dieser Bahnlinie wurden in Eitzum und Barfelde je ein Bahnhof gebaut. Ab 1966 wurde die Strecke stillgelegt.
Die Samtgemeinde Gronau (Leine) suchte vor einiger Zeit Flächen, die zur Nutzung von Windenergie in Frage kommen. Die von der Samtgemeinde favorisierte Fläche Despetal liegt zwischen den Ortschaften Heinum, Eitzum und Eberholzen. Es gibt Bürgerbewegungen, welche sich gegen die Pläne wehren, da sie die vorgesehene Fläche als zu klein betrachten und befürchten, dass man mit den Windrädern sehr nah an die Ortsbebauung heran gehen müsste.

### Einwohnerentwicklung
| Jahr      | 2016  | 2022  |
| --------- | ----- | ----- |
| Einwohner | 525   | 538   |
| Quelle    | [ 4 ] | [ 7 ] |

## Eingemeindungen
Die ehemals selbstständige Gemeinde Eitzum wurde am 1. März 1974 in die Gemeinde Despetal eingegliedert.
Am 1. November 2016 wurde Despetal in die vergrößerte Stadt Gronau (Leine) eingemeindet. Gleichzeitig wurde die Stadt Gronau Mitglied in der ebenfalls am 1. November 2016 durch Zusammenschluss der Samtgemeinden Duingen und Gronau (Leine) entstandenen Samtgemeinde Leinebergland.

## Politik

### Stadtrat und Bürgermeister
Seit dem 1. November 2016 wird Eitzum auf kommunaler Ebene vom Rat der Stadt Gronau (Leine) vertreten.

### Wappen
Der Entwurf des Kommunalwappens der Gemeinde Eitzum stammt von dem Heraldiker und Wappenmaler Gustav Völker, der sämtliche Wappen in der Region Hannover entworfen hat. Der Gemeinde Eitzum wurde das Ortswappen am 6. Mai 1939 durch den Oberpräsidenten der Provinz Hannover verliehen. Der Landrat aus Alfeld überreichte es am 26. Mai desselben Jahres.
| Wappen von Eitzum | Blasonierung: „Auf Gold ein roter Schräglinksbalken, belegt mit einem durchlaufenden goldenen Mäanderband, dessen Verschlingungen in Swastikaform gestaltet sind.“ |
| Wappen von Eitzum | Wappenbegründung: Das Dorf Eitzum liegt mitten in einer urzeitlich reich belegten Landschaft. Frühgermanische Hügelgräber finden sich in der Nähe des Ortes. Diese Tatsachen lassen die Übernahme des immer wieder in der germanischen Ornamentik verwandten Mäanderbandes in das Wappen als wohlbegründet erscheinen. |

## Verkehr
- Eitzum ist über Landstraßen mit den Bundesstraßen 3 und 1 an das Straßennetz angeschlossen.
- Werktäglich ist Eitzum durch Busverkehr über Sibbesse mit Alfeld und Hildesheim verbunden.